# Messe Torhaus
Das Messe Torhaus ist ein Hochhaus in Frankfurt am Main. Es wurde 1984 erbaut und teilt das Messegelände in einen östlichen und einen westlichen Geländeteil. Der Architekt Oswald Mathias Ungers stellte damit plastisch die Bestimmung des Torhauses als „Tor zu Frankfurt“ dar.

## Gebäude
Das Gebäude besteht aus drei miteinander verbundenen Bauteilen: Aus einem dreieckig konkaven Flachbau wächst ein Bau mit einer rötlichen Steinfassade heraus. Er weist an Vorder- und Rückseite eine viele Stockwerke hohe quadratische Öffnung auf. Durch diese Öffnung ist ein innerer, spiegelverglaster Bauteil zu sehen, der aus dem äußeren hinauswächst und etwa das Doppelte von dessen Höhe erreicht. Seine 30 Geschosse verteilen sich auf 117 Meter. Es war das erste Hochhaus in Frankfurt mit einer Gründung bestehend aus einer Kombination einer Pfahlgruppe mit einer tragenden, flach gegründeten Platte (Kombinierte Pfahl-Plattengründung). Die 84 Stahlbetonpfähle mit 0,9 Meter Durchmesser und bis zu 20 Meter lang tragen etwa 80 % der Bauwerkslasten.
Neben dem Sitz der Messeverwaltung ist das Torhaus die zentrale Anlaufstelle für Aussteller und Besucher: Die Ebenen zwei und drei beherbergen alle notwendigen Service-Einrichtungen von Ansprechpartnern für den Standbau, Catering- und Hostessenservice über die zentrale Messe- sowie die Touristeninformation inklusive Zimmerreservierung bis hin zu Supermarkt und Post.
Auch mit einem Kindergarten (Ebene eins) kann die Messe Frankfurt dienen, und als einziger deutscher Messeplatz bietet sie im hauseigenen Andachtsraum Gelegenheit für besinnliche Momente (Ebene vier). Ebenfalls auf Ebene vier findet sich das Presse-Center mit allen Service-Einrichtungen für Journalisten.
Von der Ebene drei des Torhauses gelangt man seit Januar 1999 direkt zum S-Bahnhof Frankfurt am Main Messe.
In unmittelbarer Nähe befindet sich auf dem Messegelände das Heizkraftwerk Messe der Frankfurter Mainova AG, dem das Torhaus als Schornstein dient. Daher gilt das Gebäude auch als „Frankfurts schönster Kamin“.